# ژان دیلمان، شماره ۲۳ که‌دو کومرس، ۱۰۸۰ بروکسل
ژان دیلمان، شماره ۲۳ که‌دو کومرس، ۱۰۸۰ بروکسل (فرانسوی: Jeanne Dielman, 23 quai du Commerce, 1080 Bruxelles‎) یا به اختصار ژان دیلمان، فیلمی تجربی از شانتال آکرمن محصول سال ۱۹۷۵ است.
هنگام اکران ژان دیلمان، نیویورک تایمز آن را نخستین شاهکار واقعی زنان در تاریخ سینما نامید و در آخرین نظرسنجی سایت‌اندساند از منتقدان در سال ۲۰۲۲ بالاتر از سرگیجه آلفرد هیچکاک و همشهری کین اورسن ولز در جایگاه برترین فیلم تاریخ سینما قرار گرفت. این فیلم در نظرسنجی کارگردان‌ها در سال ۲۰۲۲ توسط سایت اند ساوند به صورت مشترک با داستان توکیو به عنوان چهارمین فیلم برتر تاریخ سینما انتخاب شد.

## داستان
بخش‌هایی از سه روز زندگی یک مادر مجرد، ژان دیلمن، در این فیلم روایت شده است. ژان برای امرار معاش خود و پسرش هر روز با مشتریان مرد در خانه‌اش رابطه دارد.

## تولید
آکرمن این فیلم را در سن ۲۴ سالگی طی ۵ هفته با بودجه ۱۲۰هزاردلاری ساخت. فیلم حکایت فرازوفرودهای زندگی یک بیوه‌زن تنهاست و در زمان طولانی ۲۰۱دقیقه‌ای‌اش به‌ندرت از کات استفاده شده‌است. آکرمن معتقد بود: 
تنها راه برای فیلمبرداری، پرهیز از صد تیکه کردن زن، پرهیز از بریدن فعالیت‌های او در صد جا، با دقت نگاه کردن و احترام گذاشتن به او بود. این قاب برای احترام به فضا، او و حرکات او در آن بود... من به چیزهایی که هرگز، تقریباً هرگز به این شکل نشان داده نشده اند، فضا می دهم، مانند حرکات روزانه یک زن. آنها در سلسله مراتب تصاویر فیلم پایین‌ترین هستند. یک بوسه یا یک تصادف اتومبیل بالاتر می‌آید، و من فکر نمی کنم این یک تصادف باشد. به این دلیل است که این ژست های زنانه بی‌ارزش تلقی می‌شوند.